# ستيفانو بارديني
ستيفانو بارديني (بالإيطالية: Stefano Pardini)‏ هو لاعب كرة قدم إيطالي في مركز حراسة المرمى، ولد في 24 ديسمبر 1975 في مونتيجنوسو في إيطاليا. لعب مع نادي بيروجيا ونادي رافينا ونادي ريجيانا 1919.

## وصلات خارجية
- ستيفانو بارديني على موقع قاعدة بيانات كرة القدم.إي يو (الإنجليزية)
- ستيفانو بارديني على موقع Soccerway.com (الإنجليزية)